# Plevník-Drienové
Plevník-Drienové – wieś (obec) w powiecie Powaska Bystrzyca, w kraju trenczyńskim na Słowacji. Znajduje się w północno-zachodniej części Słowacji, nad lewym brzegiem Wagu i w dolinie uchodzącego do niej potoku Drienovka. Po wschodniej stronie nad miejscowością wznoszą się należące do Manínskiej vrchoviny szczyty Veľký Manín i Malý Manín.

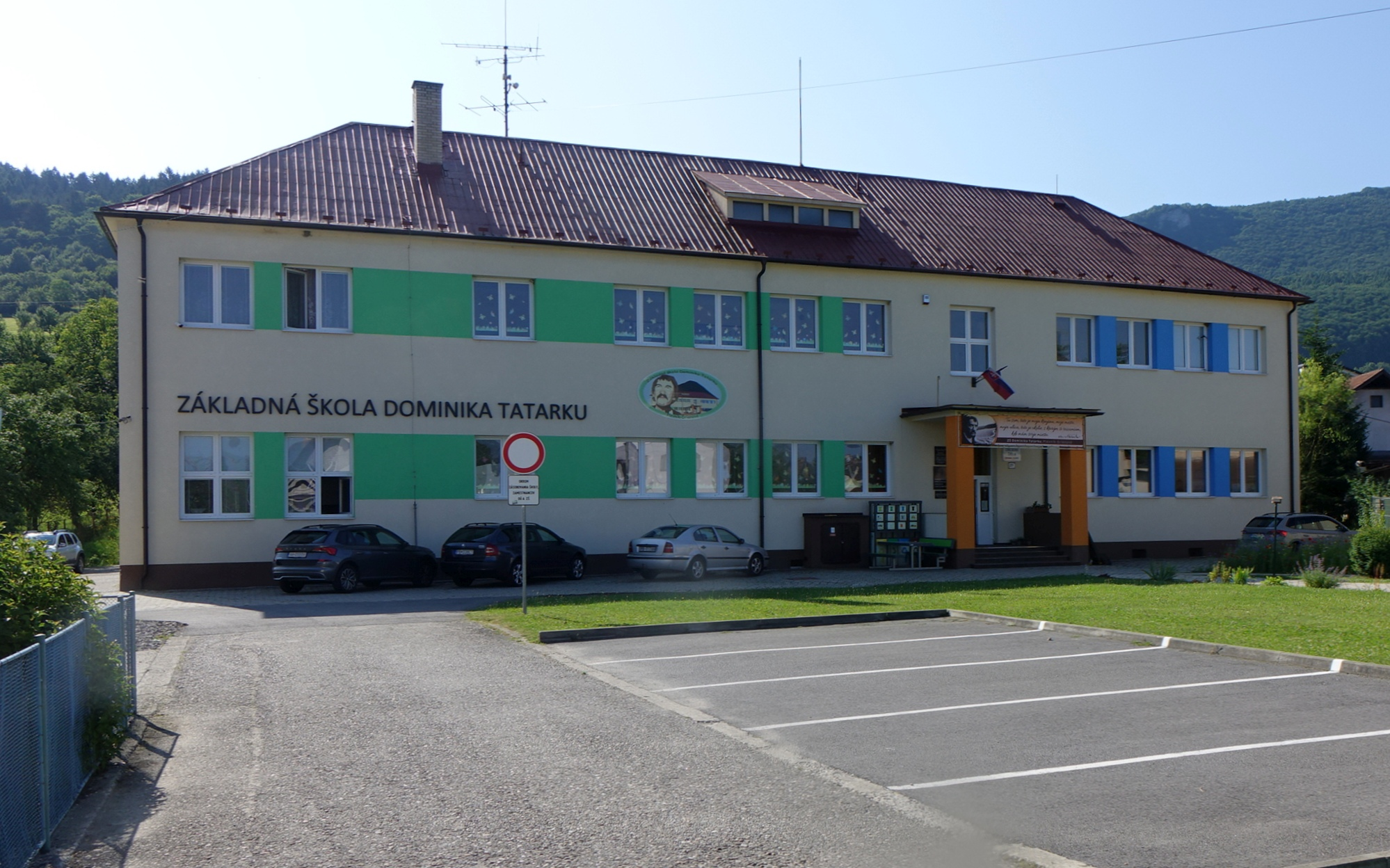
Szkoła
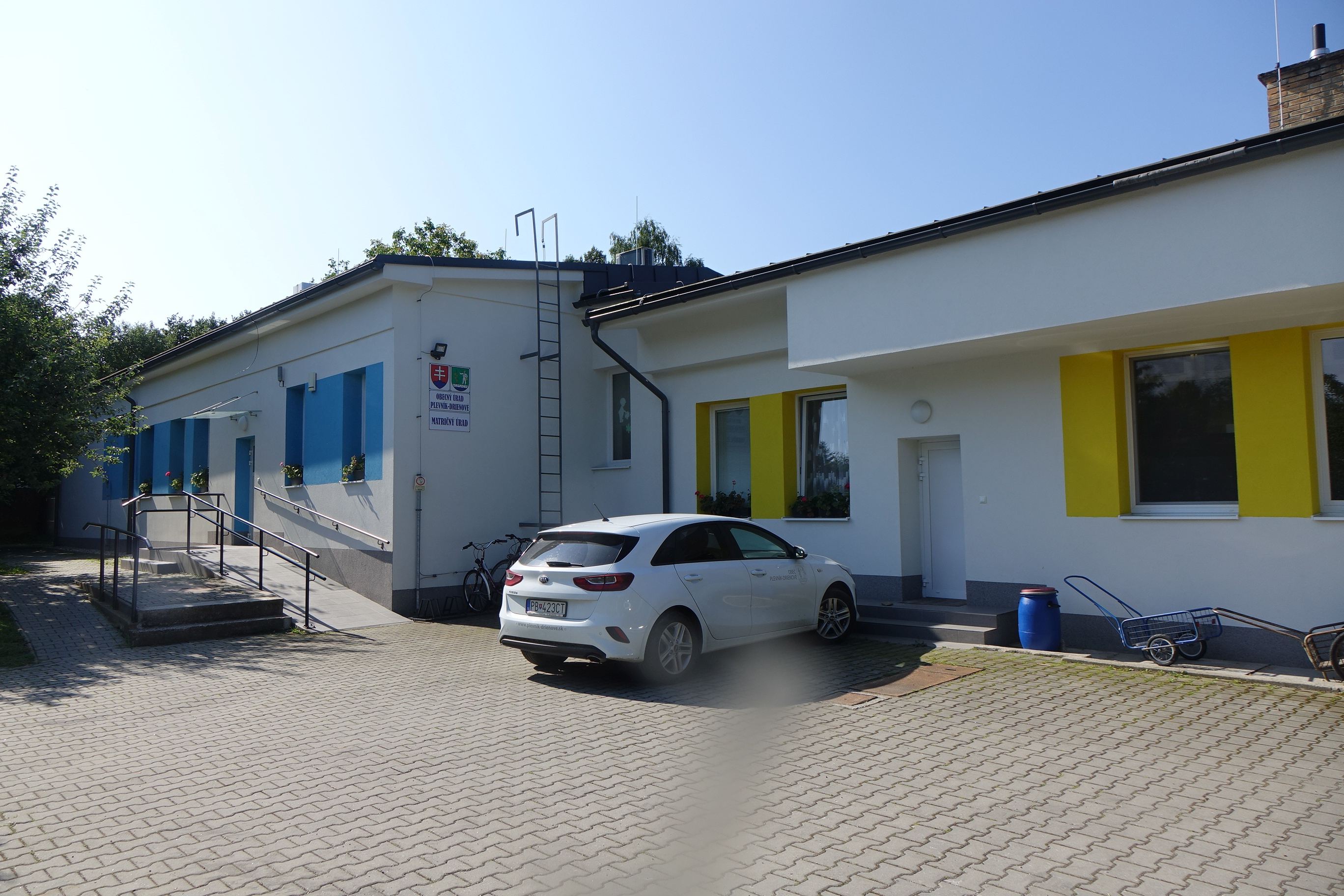
Urząd gminy
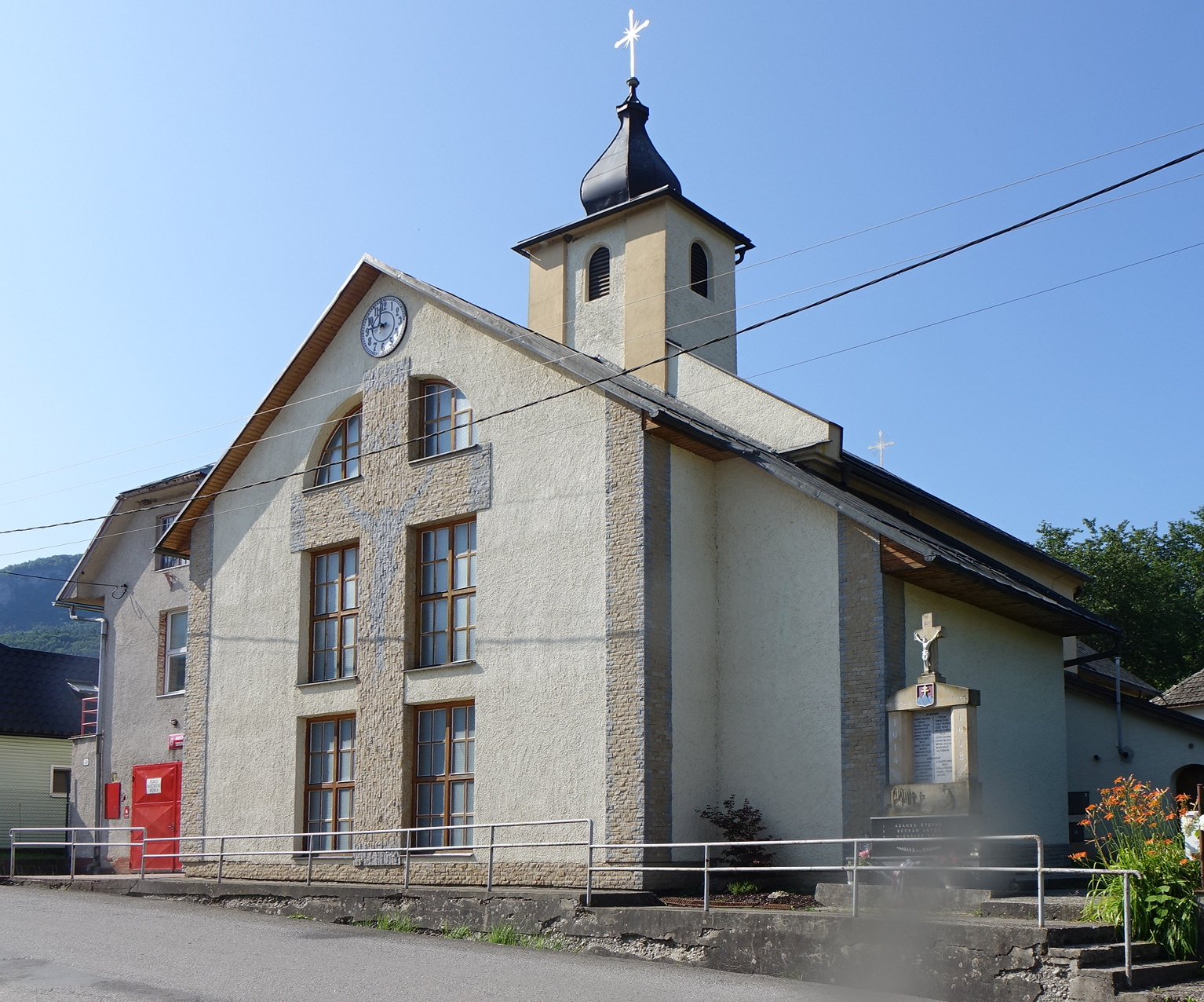
Kościół
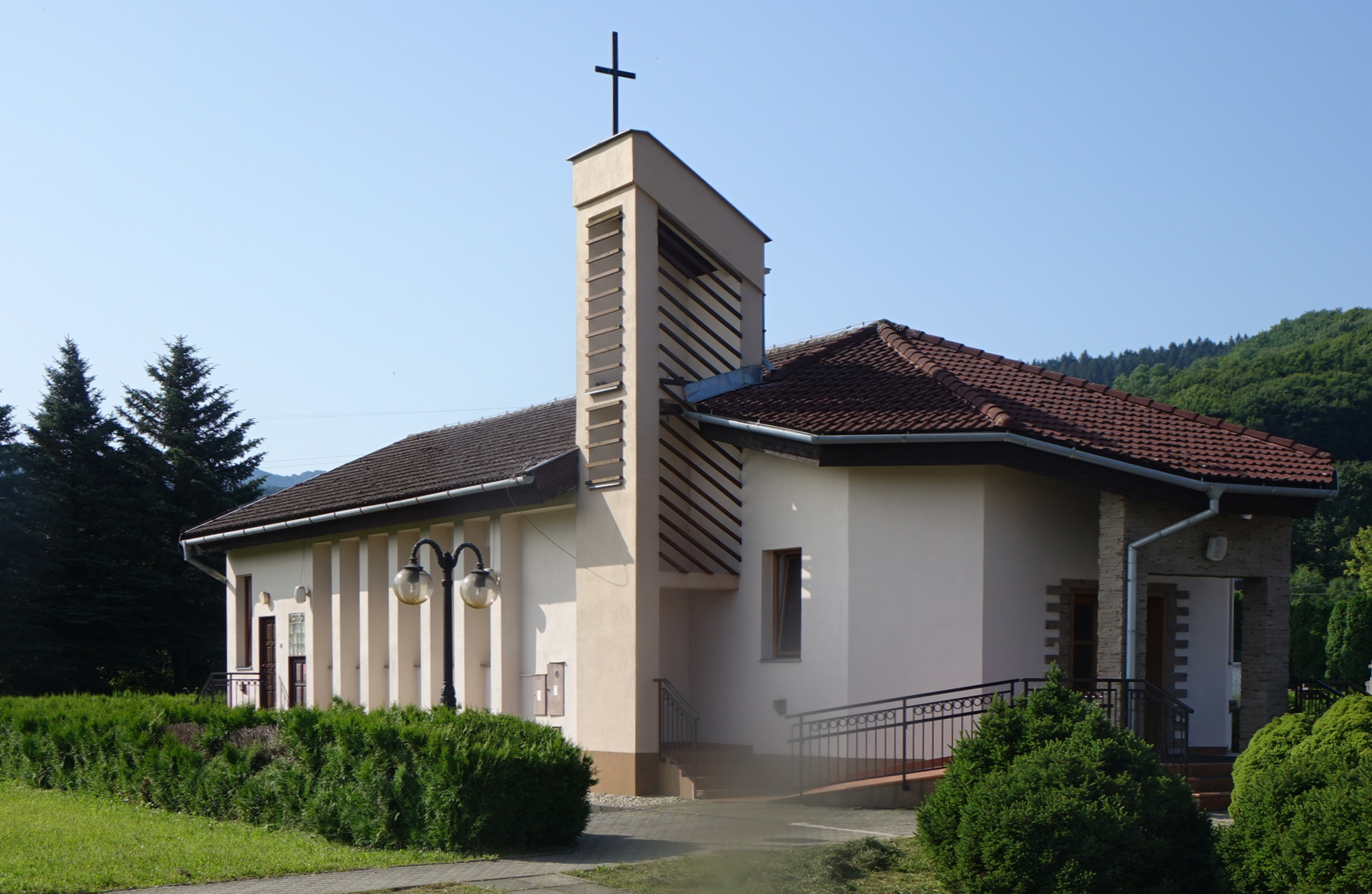
Kościół
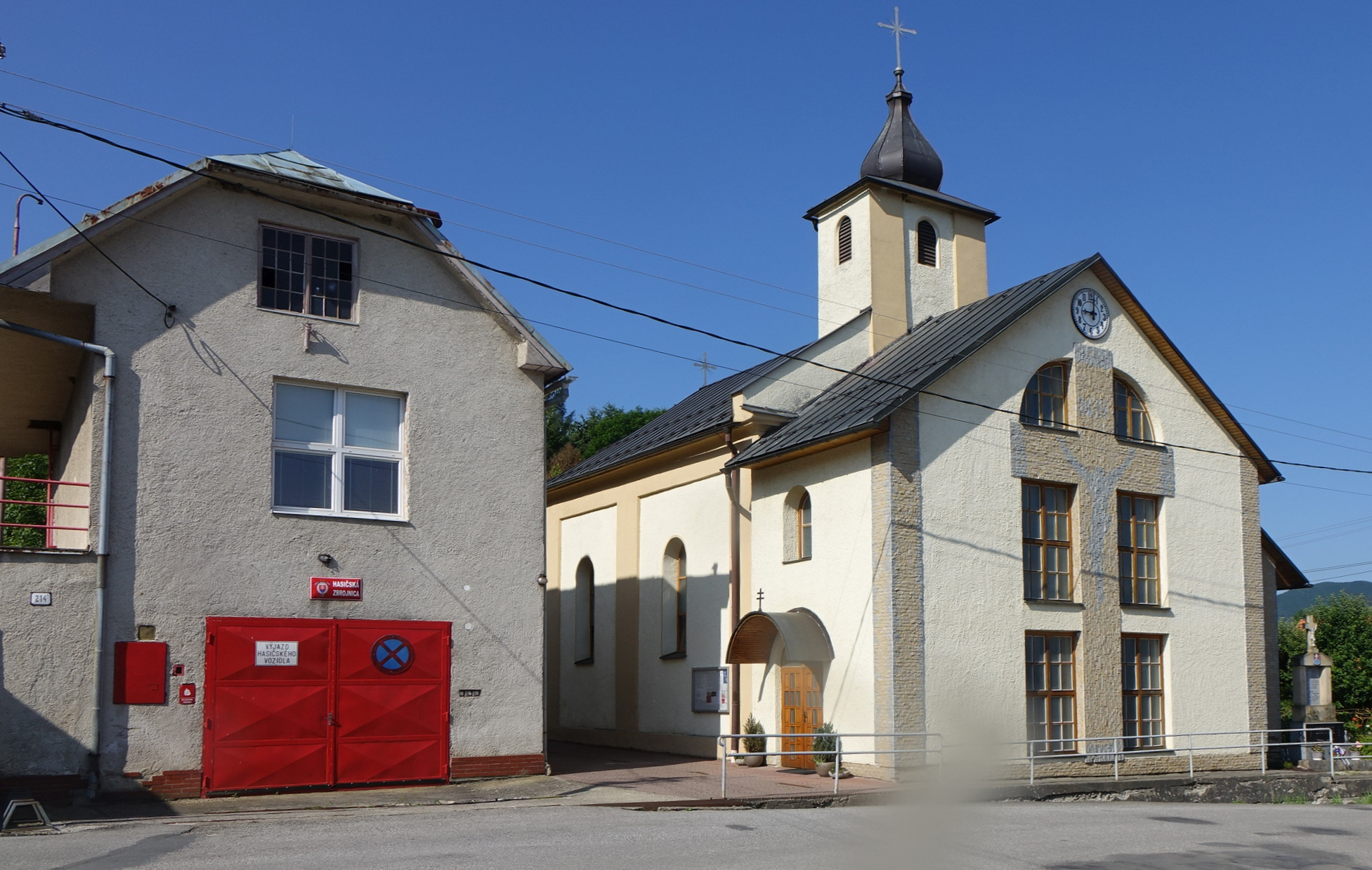
Remiza strażacka
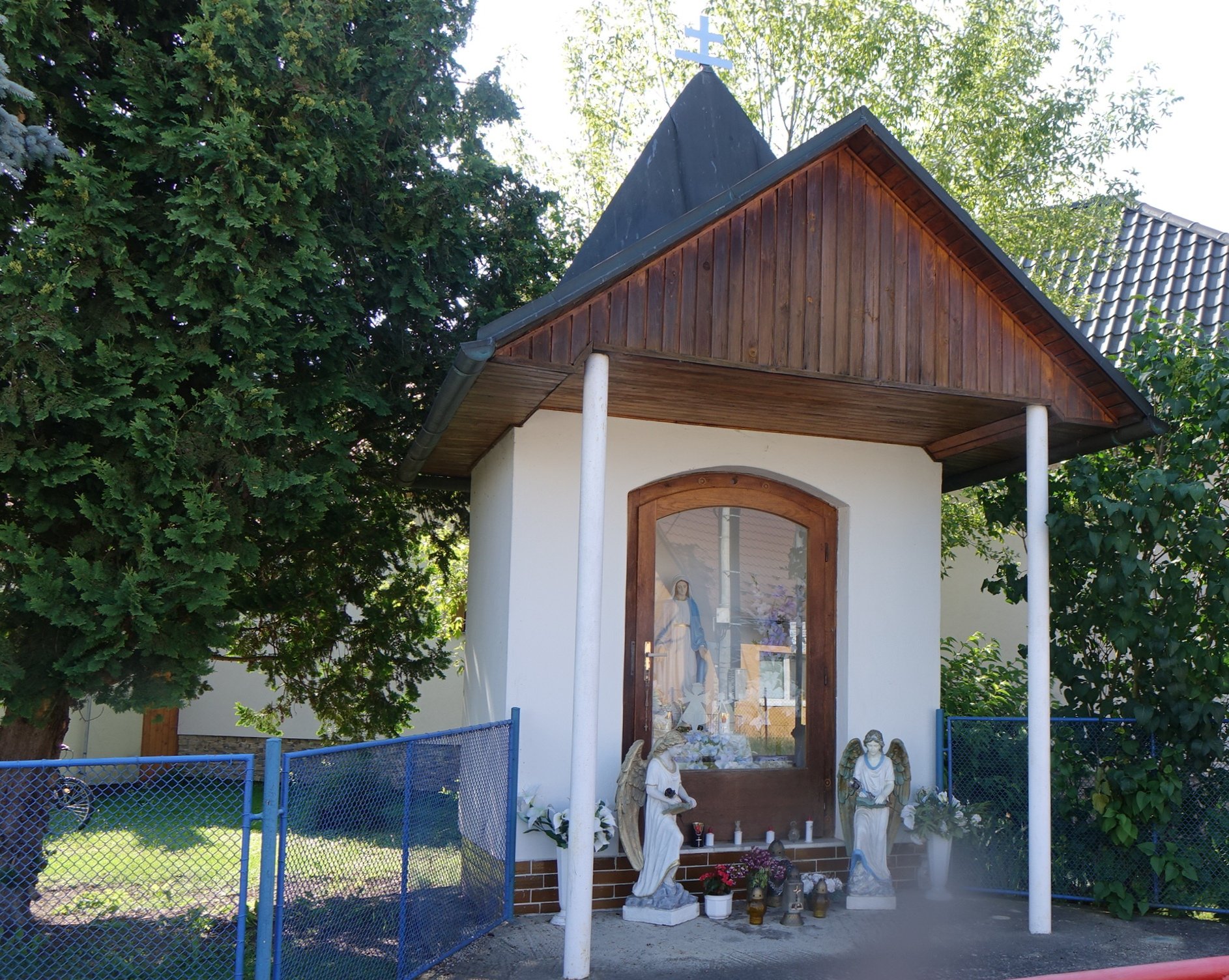
Kapliczka